# Palau Hall of Fame
Die Palau Hall of Fame ist eine Ruhmeshalle innerhalb des Belau National Museum für herausragende Persönlichkeiten des Inselstaates Palau.

## Hall of Fame Act
Gesetzliche Grundlage für die Schaffung der Ruhmeshalle bildet der Hall of Fame Act (RPPL 9-31), der im Juli 2014 vom Olbiil Era Kelulau verabschiedet wurde und infolge der Genehmigung durch Präsident Thomas Remengesau Jr. in Kraft trat. Die Mitglieder der Ruhmeshalle werden von einer fünfköpfigen Kommission ausgewählt, müssen die palauische Staatsbürgerschaft besitzen und eine herausragende Leistung zur Förderung ihres Gebietes – Sport, Kunst, Literatur oder Musik – erbracht sowie zur positiven Wahrnehmung des Inselstaates im In- und Ausland beigetragen haben. Die Kommission nahm im Januar 2018 ihre Arbeit auf.

## Mitglieder
Am 1. Oktober 2019, dem 25. Jahrestag der Unabhängigkeit Palaus, wurde Ymesei Ezekiel († 1984) aus Ngaraard, der Komponist der Nationalhymne Belau loba klisiich er a kelulul und etwa 300 weiteren Werken, als erste Person in die Ruhmeshalle aufgenommen. Am 1. Oktober 2020 folgte die Aufnahme des Sprinters Eliezer Sebalt († 1995) aus Melekeok, der bei den Mikronesienspielen 1969 insgesamt fünf Goldmedaillen gewonnen hatte.